# کازو شیمیزو
کازو شیمیزو (انگلیسی: Kazuo Shimizu؛ زادهٔ ۳۰ آوریل ۱۹۷۵) بازیکن فوتبال اهل ژاپن است.
از باشگاه‌هایی که در آن بازی کرده‌است می‌توان به باشگاه فوتبال سرزو اوساکا اشاره کرد.